# 473 Nolli
473 Nolli là một tiểu hành tinh cỡ trung bình ở vành đai chính. Nó thuộc nhóm tiểu hành tinh Eunomia. Tiểu hành tinh này do Max Wolf phát hiện ngày 13.2.1901 ở Heidelberg, nhưng sau đó mất tích trong 86 năm, mãi đến năm 1987 mới lại tìm thấy nó .
Tiểu hành tinh này được đặt theo tên Nolli, biệt danh củq một em bé trai trong gia đình Max Wolf.